# محمد شحوت
محمد شحوت بالإنجليزية ( MOHAMED SHAHOUT ) لاعب كرة قدم دولي من ليبيا يلعب لصالح منتخب ليبيا لكرة القدم الخماسية من مواليد مدينة بنغازي بتاريخ 2 \ مايو \ 1982 التحق بصفوف منتخب ليبيا لكرة القدم الخماسية سنة 2007 و شارك معه في البطولات الإقليمية و القارية و العالمية :
1. البطولة العربية الثالثة لكرة القدم داخل الصالات 2008 - أقيمت في ليبيا
2. البطولة العربية الرابعة لكرة القدم داخل الصالات 2008 - في جمهورية مصر العربية
3. البطولة الأفريقية لكرة القدم الخماسية 2008
4. ترشح مع منتخب ليبيا لكرة القدم الخماسية إلى بطولة العالم لكرة القدم داخل الصالات 2008 بالبرازيل
5. كما أنه لعب مع المنتخب في عدة مباريات و بطولات ودية

يحمل محمد شحوت القميص رقم 9 في المنتخب الليبي لكرة القدم داخل الصالات ( الخماسية ) كما احترف اللاعب محمد شحوت رفقة ربيع الحوتي و فتحي الخوجة في نادي القادسية الكويتي .

## إحصائيات اللاعب
هذه الإحصائيات من موقع كووورة حتى تاريخ الأول من أبريل سنة 2008 :
- عدد المباريات الودية /12 مباراة
- عدد المباريات الدولية /39 مباراة
- عدد الأهداف / 51 هدفاً

## إنجازات اللاعب
على مستوى منتخب ليبيا لكرة القدم الخماسية :
1. بطل البطولة الأفريقية لكرة القدم الخماسية 2008
2. بطل البطولة العربية الثالثة لكرة القدم داخل الصالات - التي أقيمت على أرض ليبيا
3. بطل البطولة العربية الرابعة لكرة القدم داخل الصالات - التي استضافتها مدينة بورسعيد - جمهورية مصر العربية
4. التأهل مع منتخب ليبيا لكرة القدم الخماسية لبطولة العالم لكرة القدم داخل الصالات التي استضافتها البرازيل و لأول مرة في تاريخ ليبيا

على المستوى الشخصي :
1. أفضل لاعب في البطولة الأفريقية لكرة القدم الخماسية 2008

## وصلات خارجية
- محمد شحوت على موقع الاتحاد الدولي (مؤرشف)  (الإنجليزية)
- صفحة بيانات اللاعب - موقع كووورة
- موقع يورو سبورت عربية